# Alpinia papuana
Alpinia papuana är en enhjärtbladig växtart som beskrevs av Rudolph Herman Scheffer. Alpinia papuana ingår i släktet Alpinia och familjen Zingiberaceae. Inga underarter finns listade i Catalogue of Life.